# Juan Mondiola
Juan Mondiola, seudónimo del escritor y periodista argentino Miguel Ángel Bavio Esquiú, que se hizo famoso por sus crónicas deportivas-sentimentales en la década del 40 y del 50, desde las revistas Campeón y sobre todo Rico Tipo y luego Avivato. 
Ya en Rico Tipo, el dibujante Pedro Seguí fue convocado para ilustrar las crónicas de Bavio Esquiú y darle una forma. El éxito llegó al punto de independizar al personaje dibujado, dándole vida propia. El personaje fue inmortalizado por un tango y una película, en la que Juan José Miguez, interpretó el papel. En la revista Avivato los dibujos fueron realizados por Héctor L. Torino.

## Biografía
Bavio Esquiú utilizó por primera vez ese seudónimo de Juan Mondiola el 10 de junio de 1941. En 1942, pasó a la revista Rico Tipo, donde Pedro Seguí ilustró al personaje y sus crónicas. El personaje tomó vida propia, y en la revista se recibían diariamente, cientos de cartas dirigidas a Juan Mondiola, pidiéndole consejos.

## El personaje
Bavio Esquiú, compuso a Juan Mondiola, como un "Don Juan suburbano" y porteño, con sus aventuras amorosas y deportivas. La imagen creada por Pedro Seguí lo muestra siempre de impecable saco gris, "funyi negro y el lenghe de dase con monograma".
A mediados de la década del 50 Bavio Esquiú, llevó su personaje a la revista Avivato, donde los dibujos fueron realizados por Héctor L. Torino.
En 1950 el personaje fue llevado al cine en una película titulada precisamente Juan Mondiola, dirigida por Manuel Romero, en la que el personaje fue exitosamente interpretado por Juan José Míguez.
También Oscar Arona compuso un tango llamado Juan Mondiola en el que dice:
Juan Mondiola

vos que tenes experiencia

y haces arte de esa ciencia

que se llama seducción.

## Obra
- Andanzas de Juan Mondiola, 1947